# 邵松年
邵松年（?—?），字伯英，號息盦，江蘇常熟人。晚清官員、學者。
三世祖邵大椿为雍正进士。邵亨豫之子。松年是同治九年（1870年）举人，光緒九年（1883年）進士，同年五月，改翰林院庶吉士，光緒十二年四月，散館，授翰林院編修。光绪十七年（1891年），任河南学政，创办明道学院。著《澄兰堂古缘萃录》十八卷，《琴庐谈苍》、《书画书录解题》等。